# Движение за свободное программное обеспечение в Индии
Движение за свободное программное обеспечение в Индии (англ. Free Software Movement of India, FSMI) — национальная коалиция различных региональных и отраслевых движений за свободное программное обеспечение, работающих в различных частях Индии. Образование FSMI было объявлено на прощальном заседании Национальной конференции Free Software-2010, проводимом в Бангалоре 20-21 марта 2010 года. Целью FSMI является распространение идеологии свободного программного обеспечения и популяризация использования свободного программного обеспечения во всей Индии, а также принятие бесплатного программного обеспечения и его идеологических последствий для пользователей компьютеров «через цифровой разрыв».
Движение за свободное программное обеспечение в Индии состоит из разных групп, таких как Swecha (некоммерческая организация, прежнее название — Free Software Foundation Andhra Pradesh, объединяет штаты Телангана и Андхра-Прадеш), движения свободного программного обеспечения штата Карнатака (англ. Free Software Movement of Karnataka, FSMK), Демократический Альянс за свободу знаний (англ. Democratic Alliance for Knowledge Freedom, DAKF) (штат Керала), Фонд свободного программного обеспечения Тамилнада (англ. Free Software Foundation Tamil Nadu, FSFTN) (штат Тамилнад) и FSMWB (штат Западная Бенгалия).

## Управление
На учредительной конференции FSMI, прошедшей в Бангалоре 20-21 марта 2010 года, был избран Генеральный совет из 69 членов, исполнительный комитет, состоящий из 28 членов и следующих должностных лиц:
- Председатель: Джозеф Томас (англ. Joseph Thomas; Appropriate Technology Promotion Society, Kochi[5])
- Генеральный секретарь: Киран Чандра (англ. Kiran Chandra; Swecha)
- Заместители Председателя: К. Гопинатх (англ. K. Gopinath; IISc, Бангалор[6]), Дебеш Дас (англ. Debesh Das), Прабир Пуркаяста (англ. Prabir Purkhayastha)
- Секретари: Джей Кумар (англ. Jay Kumar; FSMK), Нандини Мукерджи (англ. Nandini Mukherjee; университет Джадавпур, Калькутта) (FSMWB), Сиддхартха Малемпати (англ. Siddhartha Malempati; Фонд свободного программного обеспечения Тамилнада)
- Казначей: Л. Пратап Редди (англ. L. Pratap Reddy; Swecha)[4].

## Цели и задачи
Некоторые цели и задачи:
- Создание осведомленности пользователей компьютеров о наличии, приемлемости и практичности свободных программных продуктов.
- Работа в направлении большего использования свободного программного обеспечения во всех областях науки и исследований.
- Внедрение и использование свободного программного обеспечения в школах и высших учебных заведениях.
- Работа по расширению электронной грамотности и преодоление цифрового разрыва с помощью бесплатного программного обеспечения и мобилизации обездоленных.
- Работа по изменению политики в пользу свободного программного обеспечения во всех сферах жизни.
- Остановка любого проникновения патентов на программное обеспечение[7].

## Члены организации
- Swecha
- Free Software Movement of Karnataka (FSMK)
- Free Software Foundation Tamil Nadu (FSFTN)
- Democratic Alliance for Knowledge Freedom (DAKF)
- Free Software Movement West Bengal (FSMWB)
- Knowledge commons
- National Consultative Committee of Computer Teachers Association (NCCCTA)
- Appropriate Technology Promotion Society (ATPS)
- Muktdhyaan (Maharashtra)
- Swadhin (Orissa)
- Rajasthan Free Software Initiative
- Free Software Movement Himachal
- Free Software Movement Maharashtra

## Деятельность и мероприятия
- Всеиндийский совет по техническому образованию (AICTE) сделал обязательным применение фирменного Office 365[8] во всех инженерных колледжах страны. Этот обязательный мандат был отменен после вмешательства нескольких групп во главе с FSMI[9].
- Движение за свободное ПО Индии утверждает, что новые рекомендации по экспертизе изобретений в области компьютерной техники нелогичны, они нарушают дух и права, содержащиеся в Патентном законе 1970 года (англ. Patents Act of 1970) и могут представлять собой серьёзную угрозу для инноваций в стране. Это предупреждение, что разрешение патенты на программное обеспечение через чёрный ход будет серьёзно ограничивать инновационные возможности и отрицательно повлияет на творческий и предпринимательский дух молодёжи в Индии[10].
- Национальное собрание для ученых и исследований было организовано FSMI в декабре 2011 года. Конференцию открыл бывший президент Индии д-р Абдул Калам, сказавший, что концепция свободного программного обеспечения, в котором знания, созданные сообществом для сообщества, без гонки коммерческих интересов, должна быть расширена для поиска решений проблем в здравоохранении, сельском хозяйстве, энергетике и безопасной питьевой воде[11].